# 반지의 제왕: 로히림의 전쟁
"반지의 제왕: 로히림의 전쟁"(영어: The Lord of the Rings: The War of the Rohirrim)은 2024년 개봉한 미국의 판타지 애니메이션 영화로, 카미야마 켄지가 감독을 맡았다.